# عادل الخرافي
عادل الخرافي، من مواليد 1959، وزير كويتي سابق ونائب سابق في مجلس الأمة الكويتي.

## نبذة مختصرة
عادل مساعد الجار الله الخرافي حاصل على البكالوريوس في الهندسة المدنية من الاكاديمية العربية للعلوم والتكنولوجيا، وعين بعضوية المجلس البلدي لعام 2005 ، وشغل عدة مناصب منها رئيس الاتحاد العالمي للمنظمات الهندسية ورئيس الاتحاد الدولي للمنظمات الدولية ورئيس اتحاد المهندسين العرب وعضو جمعية المهندسين الكويتية سابقا وعضو جمعية الصحافيين الكويتية، وفاز بعضوية مجلس الامة ( ديسمبر 2012 ) المبطل بحكم المحكمة الدستورية، وحاز عضوية مجلس الامة 2013 وزكى لمنصب أمين سر المجلس في أكتوبر.

## مواقفه في مجلس الأمة
| الكتل                                          | مستقل        |
| اللجان                                         | مستقلون      |
| منع المسيئين (2016)                            | موافق        |
| قانون البصمة الوراثية (2015)                   | موافق        |
| قانون الشراكة بين القطاعين العام والخاص (2014) | موافق        |
| شطب استجواب جابر المبارك (2014)                | موافق        |
| طرح الثقة بالوزير محمد العبد الله (2013)       | مع طرح الثقة |